# Way Back Home
Way Back Home (bra: Volta ao Lar) é um filme pre-Code estadunidense de 1931, do gênero drama, dirigido por William A. Seiter e estrelado por Phillips Lord, Effie Palmer, Frank Albertson, e Bette Davis. O roteiro de Jane Murfin foi baseado em personagens criados para o programa de rádio da NBC "Seth Parker", criado por Phillips Lord.

## Sinopse
Uma década antes, o pregador de Jonesport, Maine, Seth Parker (Phillips Lord), e sua esposa acolheram o bebê órfão Robbie Turner (Frankie Darro) depois que ele foi abandonado por seu sádico pai alcoólatra, Rufe (Stanley Fields); o jovem Robbie sempre considerou os Parkers seus pais. Mary Lucy Duffy (Bette Davis), cujo pai a baniu de sua casa por confraternizar com o lavrador David Clark (Frank Albertson), também está morando com os Parkers, e seu romance com David atrai a atenção das fofocas locais. A mãe de David tinha fugido com um estranho anos antes, e quando ela voltou para Jonesport com um filho ilegítimo, eles foram evitados pelos habitantes da cidade.
Mary Lucy e David planejam fugir para Bangor, mas Seth os encoraja a ficar na casa, oferecendo-se para pagar por um casamento adequado. Rufe invade a casa dos Parker para sequestrar Robbie, atacando Mary Lucy quando ela tenta proteger o garoto. Seth persegue Rufe e Robbie, e consegue interceptá-los antes de embarcarem em um trem. Como Seth não é o guardião legal de Robbie, o menino é colocado em um orfanato até que uma decisão sobre seu futuro possa ser tomada. Enquanto isso, Seth dá um sermão aos moradores da cidade sobre tolerância, e implora que aceitem Rose (Dorothy Peterson), seu filho recém-casado e sua noiva. Robbie retorna a Jonesport, tendo sido legalmente confiado aos cuidados dos Parkers.

## Elenco
- Phillips Lord como Seth Parker
- Effie Palmer como Mãe Parker
- Frank Albertson como David Clark
- Bette Davis como Mary Lucy Duffy
- Frankie Darro como Robbie Turner
- Dorothy Peterson como Rose Clark
- Stanley Fields como Rufe Turner
- Oscar Apfel como Wobbling Duffy
- Bennett Kilpack como Cephus

## Produção
Phillips Lord criou o personagem do pregador e filósofo popular Seth Parker para uma série de domingo à noite transmitida pela Rádio NBC. Sua popularidade levou a RKO Pictures a comprar os direitos do filme e a designar Jane Murfin para escrever um roteiro com Parker e sua esposa como personagens centrais. Originalmente intitulado "Other People's Business", atraiu críticas de um leitor de roteiro de estúdio, que pensou que o enredo estava datado e observou: "Uma história deste tipo nunca deve ser levada a sério, para o dia em que filmes como "The Old Homestead" [filme de 1915, da Famous Players, focado num popular vaudeville da Nova Inglaterra] atrairia a atenção de um público de cinema que está perdido para sempre". O leitor citou o fracasso comercial de "Check and Double Check", um longa-metragem de 1930 inspirado em "Amos 'n' Andy", como prova de que programas de rádio não necessariamente se adaptam bem à tela, e notou que a maioria dos ouvintes de Seth Parker eram "aquelas pessoas que estão interessadas no canto de hinos, canções folclóricas antigas e um tipo de humor muito simples", e que o "jovem médio, entre as idades de quinze e trinta anos, que constitui uma grande percentagem do público do cinema, não ouve a transmissão". Apesar das dúvidas dos leitores, o produtor supervisor da RKO, Pandro S. Berman, deu sinal verde ao projeto e o orçou em US$ 400.000
Berman negociou com a Universal Pictures o empréstimo de Bette Davis, cujo contrato com o estúdio acabara de ser renovado após a conclusão de "Waterloo Bridge", e Carl Laemmle, Jr. concordou em emprestá-la por uma taxa de US$ 300 por semana. Davis ficou satisfeito com a atenção dada a ela pelo diretor de fotografia J. Roy Hunt. "Fiquei muito feliz", lembrou mais tarde. "Além disso, o papel que desempenhei foi importante – e encantador. Me deu um pouco de confiança em eu mesma pela primeira vez desde que deixei os palcos em Nova Iorque". O filme foi rodado em uma locação em Santa Cruz, Califórnia, por causa da atmosfera parecida com a da Nova Inglaterra em uma pequena cidade. O Motion Picture Herald analisou-o como "Other People's Business", o título com o qual foi lançado na Grã-Bretanha, embora internamente tenha sido alterado para "Way Back Home" quando Phillips Lord publicou seu livro "Seth Parker & His Jonesport Folks: Way Back Home" para coincidir com o lançamento do filme.

## Recepção
Andre Sennwald, em sua crítica para o The New York Times, observou: "Seth Parker, o sábio do rádio, está derramando uma doçura e uma luz bastante atraentes ... em seu primeiro filme ... [Seus] seguidores não ficarão desapontados e aqueles que não conhecem o personagem encontrarão um entretenimento gentil e frequentemente comovente". Nos últimos anos, Bette Davis comentou: "Estou feliz que Sennwald se sentiu assim. Ele obviamente aceitou o que deveria ser – não uma obra-prima, apenas uma fatia da vida da aldeia ianque".
A  revista Variety declarou que "como entretenimento, o filme é inacreditavelmente ruim. A história é estritamente uma proposta lacrimosa. Possui 81 minutos, que mais parecem 181".

## Preservação
Uma impressão está alojada na National Film Registry, seleção da Biblioteca do Congresso dos Estados Unidos.